# Tiflet
Tiflet (Arabisch : تيفلت, Berbers: ⵜⵉⴼⵍⵜ) (uitgesproken als Tifelt) is een stad in Marokko. de stad ligt in de regio Rabat-Salé-Kénitra. Tiflet ligt 350 m boven de zeespiegel. In 2014 telde de stad zo’n 85.000 mensen. De meeste mensen leven van landbouw. De stad Tiflet werd gesticht begin jaren 60', voorheen was Tiflet enkel een stopplaats voor reizigers.

## Geboren
- Said Belqola (1956 - 2002), voetbalscheidsrechter
- Zhor El Kamch (1973), langeafstandsloopster